# Montbouy

Montbouy este o comună în departamentul Loiret din centrul Franței. În 1 ianuarie 2022 avea o populație de 727 de locuitori.